# Аудиторе
Аудиторе (итал. Auditore) — бывшая самостоятельная коммуна в Италии, располагается в регионе Марке, в провинции Пезаро-э-Урбино. С 1 января 2019 года является фракцией объединённой коммуны Сассокорваро-Аудиторе.

## История
Современная территория фракции Аудиторе заселена с древнейших времён. Вероятно, вплоть до III—II веков до н. э. основными жителями этого региона были умбры, однако после битвы при Сентине (295 год до н. э.), постройки римлянами Фламиниевой дороги (220 год до н. э.) и особенно — основания римских городов Аримина (Римини, 268 год до н. э.) и Пизавра (Пезаро, 184 год до н. э.) происходит постепенная романизация местного населения с последующим включением территории в состав Римской республики.
Доподлинно год основания населённого пункта на месте фракции Аудиторио неизвестен. В 1164 году (эпохе Фридриха Барбароссы) среди жителей Римини встречается упоминание о некоем Джованни Лаудитури (итал. Giovanni Laudituri), а в 1206 году — о другом Джованни, называемом в хронике де Лаудиторио (итал. Giovanni de Lauditorio). К тем же годам относится упоминание о Родольфо де Лаудиторио (итал. Rodolfo de Lauditorio) как о владельце одноимённого замка. В последующие века потомки и наследники Родольфо многократно упоминаются в различных документах. Первое упоминание о самом населённом пункте относится к 1463 году, когда он упоминается как один из форпостов Римини под названием Лаудиторио.
В период Рисорджименто Аудиторе была выделена в отдельную коммуну объединившейся Италии 18 марта 1861 года и просуществовала в таком качестве вплоть до конца 2018 года, а с 1 января 2019 года вошла в качестве фракции в состав объединённой коммуны Сассокорваро-Аудиторе.

## Демография
Динамика населения:

## Администрация коммуны
- Официальный сайт: http://www.comune.sassocorvaroauditore.pu.it/ Архивная копия от 13 сентября 2011 на Wayback Machine